# Радиоларије
Радиоларије (Radiolaria) су бројна група морских једноћелијских протиста са минералном љуштуром (testa). Ћелије су амебоидног облика, услед чега су радиоларије некада сврставане у групу саркодина. Љуштура дели ћелију на два дела:
- интракапсулум (ендоплазма), у коме се налазе једро (једра) и поједине органеле; и
- екстракапсулум (ектоплазма), у коме се налазе дигестивне вакуоле или алге-симбионти.

Фосилизоване минералне љуштуре радиоларија користе се за датирање слојева Земљине коре од Камбрије до скорашњих периода.

## Филогенетски односи
У оквиру групе Radiolaria јасно се одвајају следеће кладе:

род 